# Ниддаталь
Ниддаталь (нем. Niddatal) — город в Германии, в земле Гессен. Подчинён административному округу Дармштадт. Входит в состав района Веттерау.  Население составляет 9211 человек (на 31 декабря 2010 года). Занимает площадь 40,24 км². Официальный код — 06 4 40 017.
Город подразделяется на 4 района. В районе Ильбенштадт расположен бывший монастырь премонстрантов, основанный в XII веке.

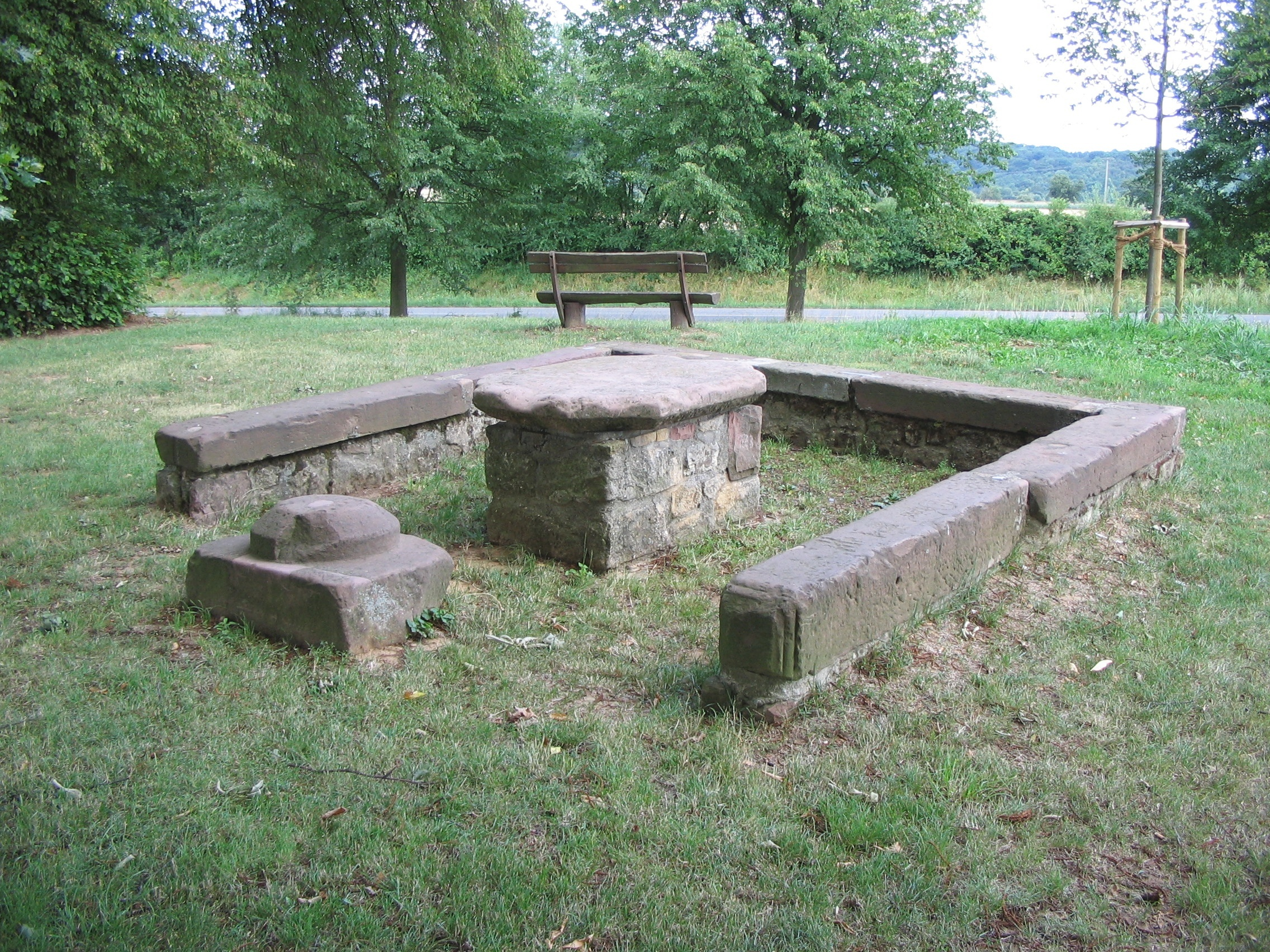
Ниддаталь